# DSLV Bundesverband Spedition und Logistik
Der DSLV Bundesverband Spedition und Logistik e.V., ehemals Deutsche Speditions- und Logistikverband (DSLV) e.V., ist der Spitzen- und Bundesverband der Speditions- und Logistikbranche in Deutschland. Er repräsentiert durch 16 regionale Landesverbände die verkehrsträgerübergreifenden Interessen von etwa 3000 Speditions- und Logistikbetrieben, die mit insgesamt 600.000 Beschäftigten und einem jährlichen Branchenumsatz in Höhe von 135 Milliarden Euro wesentlicher Teil der drittgrößten Branche Deutschlands sind (Stand Juli 2022).

## Verbandsstruktur, Leistungsprofil und Leitlinien
Die Mitgliederstruktur des DSLV reicht von global agierenden Logistikkonzernen, 4PL- und 3PL-Providern über inhabergeführte Speditionshäuser (KMU) mit eigenen LKW-Flotten sowie Befrachter von Binnenschiffen und Eisenbahnen bis hin zu Seefracht-, Luftfracht-, Zoll- und Lagerspezialisten.
Die Verbandspolitik des DSLV wird maßgeblich durch die verkehrsträgerübergreifende Organisations- und Steuerungsfunktion des Spediteurs bestimmt. Der DSLV ist politisches Sprachrohr sowie zentraler Ansprechpartner für die Bundesregierung, für die Institutionen von Bundestag und Bundesrat sowie für alle relevanten Bundesministerien und -behörden im Gesetzgebungs- und Gesetzumsetzungsprozess, soweit die Logistik und die Güterbeförderung betroffen sind.
Gemeinsam mit seinen Landesverbänden ist der DSLV Berater und Dienstleister für die Unternehmen seiner Branche. Als Arbeitgeberverbände und Sozialpartner vertreten die DSLV-Landesverbände die Branche in regionalen Tarifangelegenheiten.
Der DSLV ist Mitglied des Europäischen Verbands für Spedition, Transport, Logistik und Zolldienstleistung (CLECAT), Brüssel, der Internationalen Föderation der Spediteurorganisationen (FIATA), Zürich, sowie assoziiertes Mitglied der Internationalen Straßentransport-Union (IRU), Genf. In diesen internationalen Netzwerken nimmt der DSLV auch Einfluss auf die Entwicklung des EU-Rechts in Brüssel und Straßburg und auf internationale Übereinkommen der UN, der WTO, der WCO u. a.
Die Mitgliedsunternehmen des DSLV fühlen sich den Zielen der Sozialen Marktwirtschaft und der Europäischen Union verpflichtet.

## Landesverbände
1. Verband Spedition und Logistik Baden-Württemberg e.V.
2. Landesverband Bayerischer Spediteure e.V.
3. Verband Verkehr und Logistik Berlin und Brandenburg (VVL) e.V.
4. Fachvereinigung Spedition, Lagerei und Möbeltransport im Landesverband des Berliner und Brandenburger Verkehrsgewerbes (LBBV) e.V.
5. Verein Bremer Spediteure e.V.
6. Verein Hamburger Spediteure e.V.
7. Speditions- und Logistikverband Hessen/Rheinland-Pfalz e.V.
8. Verband Spedition und Logistik Mecklenburg-Vorpommern e.V.
9. Fachvereinigung Spedition und Logistik im Gesamtverband Verkehrsgewerbe Niedersachsen e.V. (GVN)
10. Landesverband Spedition und Logistik im Verband Verkehrswirtschaft und Logistik Nordrhein-Westfalen e.V.
11. Verband Spedition und Logistik Nordrhein-Westfalen e.V.
12. Fachvereinigung Spedition und Logistik im Landesverband Verkehrsgewerbe Saarland (LVS) e. V.
13. Fachvereinigung Spedition und Logistik im Landesverband des Sächsischen Verkehrsgewerbes (LSV) e.V.
14. Fachvereinigung Spedition, Möbelspedition und Lagerei im Landesverband des Verkehrsgewerbes Sachsen-Anhalt (LVSA) e.V.
15. Fachvereinigung Spedition und Logistik Schleswig-Holstein e. V.
16. Fachvereinigung Spedition, Logistik und Möbelverkehr im Landesverband Thüringen des Verkehrsgewerbes (LTV) e.V.